# Stephanopis monticola
Stephanopis monticola là một loài nhện trong họ Thomisidae.
Loài này thuộc chi Stephanopis. Stephanopis monticola được miêu tả năm 1871 bởi Bradley.